# Inondations au Bihar en 2008

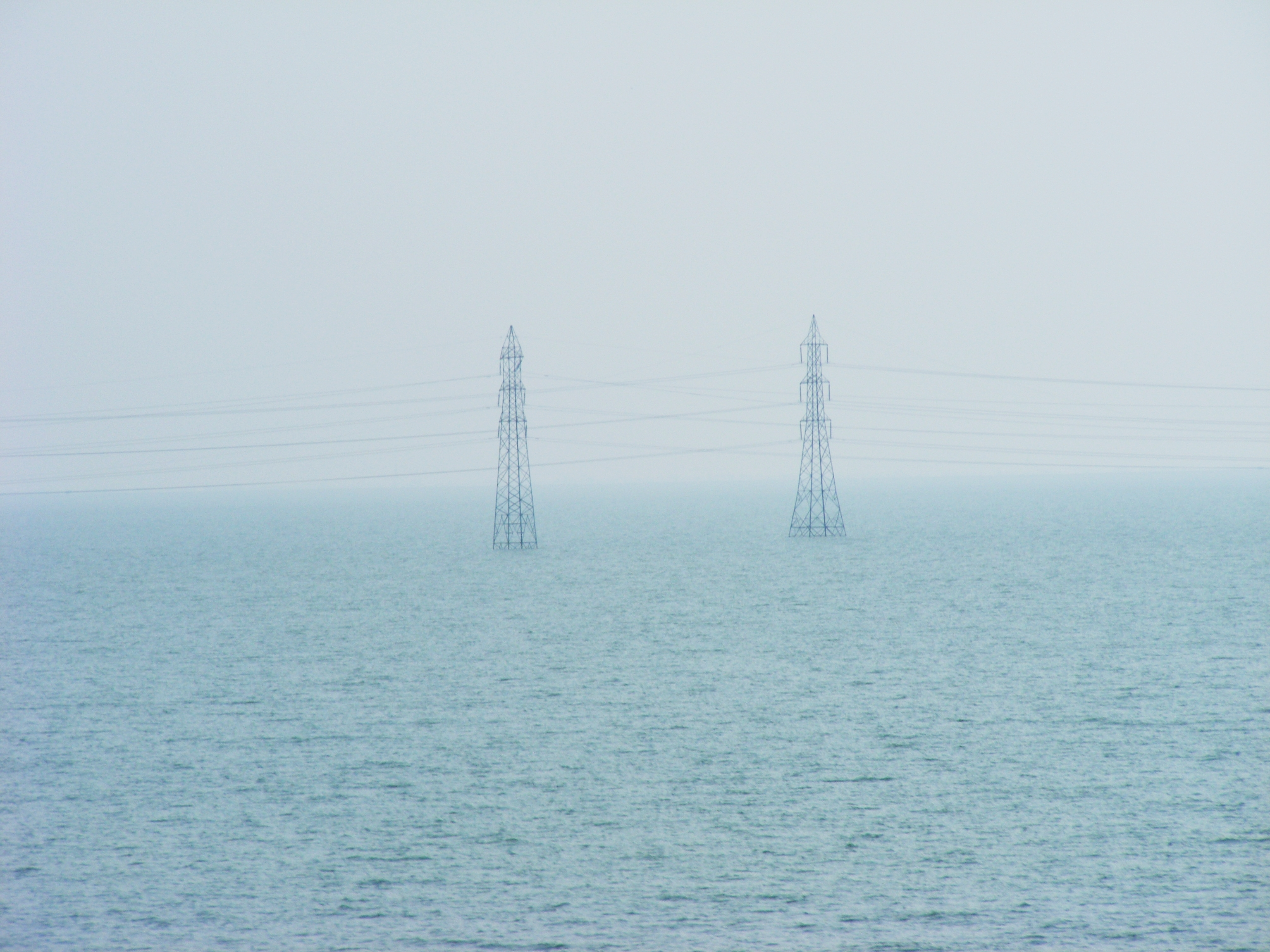
Inondations dans le nord du Bihar, Inde.

Les inondations au Bihar en 2008 ou la malédiction de Kosi est une inondation de mousson du Kosi affectant plus de 3 millions de personnes dans le nord de l’État du Bihar en Inde,,.

## Situation géographique et géologique

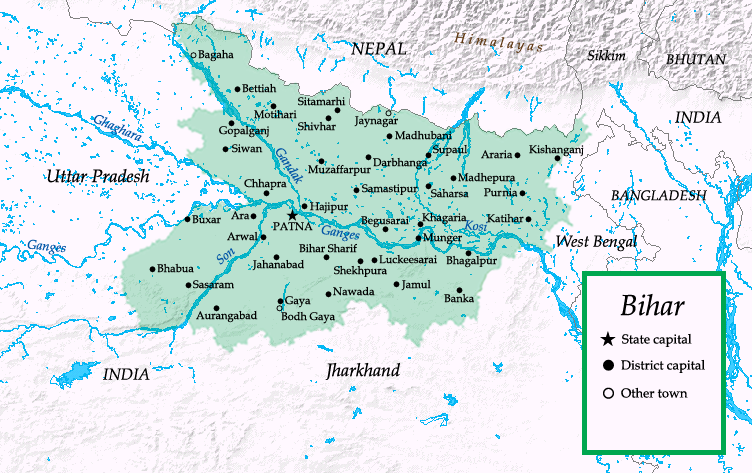

Le Kosi est une rivière prenant sa source dans l’Himalaya. Avant d'entrer dans les plaines du sud du Népal et du nord du Bihar en Inde, elle couvre un bassin versant de 60 000 km2 dans l’Himalaya au Tibet et au Népal. Tous les ans, elle charrie environ 100 millions de mètres cubes d'alluvions (sable et limon) qui s'accumulent dans un cône de déjection s’étendant sur 180 km des derniers contreforts de l'Himalaya à la confluence du Kosi et du Gange et couvrant 15 000 km2.
Les lois de la physique et de la géologie forceraient normalement la rivière à s'étaler largement sur la surface du cône de déjection pendant les inondations, mais de moindres flux extrêmes suivent des chaînes éphémères qui se remplissent finalement de sédiment, forçant la rivière à chercher un nouveau lit environ tous les dix ans. Un système de remblais a été construit pour limiter la rivière à un seul lit près du bord ouest du cône de déjection, cependant les lourds chargements de sédiment de la rivière et la convexité de la surface du cône de déjection (la perpendiculaire à son axe principal) concourent contre l'endiguement.
Avec à peu près 150 cm de pluie tombant normalement dans les montagnes pendant la mousson d'été de juin à septembre, des débits dépassant 25 000 m3/s ont été enregistrés à Chatra où la rivière sort des contreforts de l'Himalaya. Le 18 août 2008, des débits importants ont entraîné l’échec du remblai artificiel. La rivière a abandonné alors son lit à l'ouest pour un ancien lit près du centre de son cône de déjection, mais a aussi diffusé largement en dehors, inondant les villes, villages et champs cultivés dans la zone densément peuplée du cône de déjection.
Le cône de déjection a une surface concave le long de son axe principal, donc les eaux en crue coulant rapidement en bas de la surface supérieure plus escarpée ralentissent et commencent à s’étendre alors que la pente diminue plus en bas. L'étendue de l'inondation peut être imaginée en considérant que le débit de 25 000 m3/s mesuré  pourrait couvrir 2 160 kilomètres carrés d’un mètre de profondeur en 24 heures, ou bien qu'il soutiendrait un flux d'eau se déplaçant d’un mètre par seconde (86 km en 24 heures), un mètre de profondeur et 25 kilomètres de large. L'inondation récurrente de la partie basse de la rivière Kosi contribue de façon disproportionnée au record historique de l'Inde du plus grand nombre de morts d'inondation qu'aucun autre pays après le Bangladesh. Le Kosi est aussi appelé comme le Chagrin du Bihar.

## Secteurs affectés
L’inondation s’est produite  autour de la rivière Kosi, affectant plus de 1,2 million de personnes dans le Nord du Bihar. Les districts les plus affectés comprennent ceux de Madhepura, Bhagalpur, Araria et l'ouest du Champaran. 
Le New York Times a rapporté que c'est la pire inondation des 50 dernières années dans cette région. Le Premier ministre de l'Inde Manmohan Singh a déclaré une « calamité nationale » le 28 août et le gouvernement a débloqué 230 millions de dollars d'aide pour la région. L'armée indienne et des organisations non-gouvernementales ont réalisé la plus grande opération de secours d'inondation en Inde des 50 ans dernières années. Le bilan des morts  augmente celui des inondations indiennes comme plus de 65 personnes ont été tués par les pluies de mousson. Les villageois ont mangé du riz et la farine crues mélangé avec l'eau polluée dans le Bihar, malgré la faim et les maladies. Le district de Supaul était le plus atteint par les inondations et les eaux déferlantes ont inondé 100 000 hectares de cultures, détruisant les récoltes de blé et de rizière.

## Situation humanitaire
L’inondation de 2008 a couvert un vaste secteur et a désorganisé la vie de trois millions de personnes entraînant environ 100 morts dès le 3 septembre.
Le 11 septembre, selon une dépêche AFP, 40 personnes sont mortes noyées après le naufrage de leur embarcation et 100 000 sinistrés restent totalement isolés par les inondations.

## L'Inde demande des secours
En réponse à l'inondation, le Ministre Principal de Bihar Nitish Kumar a rencontré le Premier ministre Manmohan Singh pour rechercher son aide dans le traitement de la « catastrophe ». 
Bien que l'Inde accepte rarement l'assistance étrangère, l'État du Bihar demande une aide internationale similaire à celle du Tsunami de 2004
,,.

## Les secours

### Secours de l'Inde
- Le travail de secours a été réalisé avec les hélicoptères de l'Armée de l'air indienne larguant les matériels de secours dans les districts les plus affectés.
- Les pompiers de Bombai ont envoyé leurs 22 équipes chargées des désastres pour aider dans les secours.
- Les étudiants de l'Indian Institute of Foreign Trade collecte des vêtements et des dons de sang pour venir en aide aux sinistrés[12].
- Selon le ministre Nitish Mishra, les Hindous aident les Musulmans actuellement dans des camps de réfugiés en apportant de la nourriture, donnant un exemple d'harmonie entre communautés en Inde[13].

### Solidarité des Tibétains en exil
Le 1er septembre, décrivant les inondations comme un  « désastre », le Dalai Lama a donné un million de roupies au gouvernement du Bihar pour les secours.

### Aide des ONG
- Le 29 août, l'association Save the Children a lancé un appel pour collecter 2 million de $ pour venir en aide aux sinistrés, estimant à 500 000 le nombre d'enfants  concernés[15].

- Le 3 septembre, Médecins sans frontières a annoncé avoir lancé une opération d’assistance dans l’État du Bihar[16],[17].

- L’Unicef distribue du matériel de première urgence et a envoyé dans le Bihar des équipes de santé publique pour évaluer les maladies affectant les femmes et les enfants[18],[17].

- Le 5 septembre, le Tibetan Youth Congress a mis en place des équipes de sauvetage (Bihar Flood Relief team) pour apporter une aide logistique et coordonner les secours[19].

- À la fin d'octobre 2008, Handicap International a lancé une évaluation sur les zones d'Araria, Purnia, Saharasa and Madhepura et démarré un projet d'assistance aux personnes vulnérables, personnes handicapées et groupes marginalisés affectés par les inondations. Le projet est prévu pour une durée initiale de 6 mois[20].